# John Wick (film)
John Wick – amerykański film akcji neo-noir z 2014 roku w reżyserii Chada Stahelskiego i Davida Leitcha, na podstawie scenariusza Dereka Kolstada. W tytułowej roli wystąpił Keanu Reeves. W 2017 roku pojawił się jego sequel, John Wick 2, dwa lata później trzecia część, o podtytule Parabellum, a w 2023 czwarty film serii.

## Fabuła
Były zabójca na usługach rosyjskiej mafii, John Wick, ożenił się i porzucił dawne życie. Jego żona (Moynahan) umiera na nieuleczalną chorobę, lecz zostawia mu ostatni prezent – psa, który staje się dla niego ważniejszy od ulubionego auta. Wkrótce lekkomyślny syn (Allen) jego byłego szefa (Nyqvist) kradnie mu auto i zabija psa. Wick postanawia się zemścić, stając do walki z gangiem, który chroni młodego Tarasowa.

## Obsada

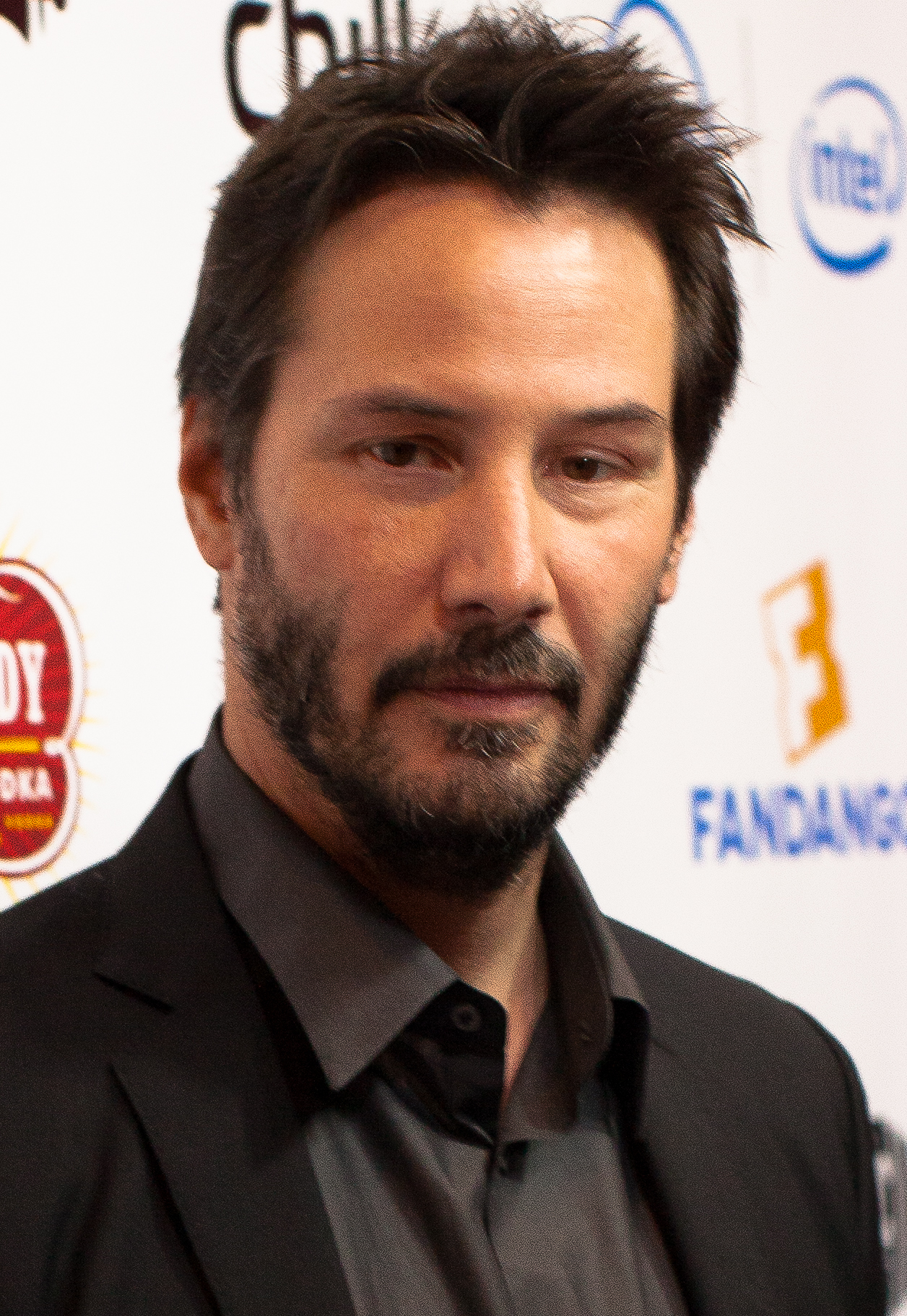
Keanu Reeves na premierze filmu (Fantastic Fest 2014)

- Keanu Reeves – John Wick, niezwykle utalentowany zabójca
- Mikael Nyqvist – Viggo Tarasov, boss rosyjskiej mafii
- Alfie Allen – Iosef Tarasov, niedojrzały syn Viggo
- Ian McShane – Winston, szef nowojorskiego hotelu Continental
- Lance Reddick – Charon, konsjerż hotelu Continental
- Adrianne Palicki – panna Perkins, płatna zabójczyni
- Willem Dafoe – Marcus, dawny mentor Wicka
- Bridget Moynahan – Helen Wick, zmarła żona Johna
- John Leguizamo – Aurelio, szef warsztatu samochodowego
- Daniel Bernhardt – Kirył, prawa ręka Viggo
- Omer Barnea – Gregori
- Toby Leonard Moore – Victor
- Bridget Regan – Addy
- Dean Winters – Avi

## Odbiór

### Box office
Przy budżecie szacowanym na 20 milionów dolarów John Wick zarobił w USA i Kanadzie nieco ponad 43 miliony, a w pozostałych krajach prawie tyle samo - łączny przychód z biletów wyniósł około 86 milionów.

### Reakcja krytyków
Film spotkał się z pozytywną reakcją krytyków. W serwisie Rotten Tomatoes 86% z 223 recenzji uznano za pozytywne, a średnia ocen wystawionych na ich podstawie wyniosła 7,0/10. Na portalu Metacritic średnia ocena z 40 recenzji wyniosła 68 punktów na 100.

## Kontynuacje
30 stycznia 2017 roku miała premierę druga część cyklu o przygodach Johna Wicka. Film podobnie jak poprzednik został pozytywnie odebrany przez krytyków. Trzecia część serii pojawiła się w kinach w maju 2019. Poza filmami powstała również gra, John Wick: Chronicles. John Wick 4  miał z kolei premierę w marcu 2023.
W 2023 roku pojawił się serialowy prequel filmów - Continental: W świecie Johna Wicka, ich spin-off, o tytule Ballerina, ma mieć premierę w 2024, a w planach jest piąta część serii.